# كيلي هاردي
كيلي هاردي (بالإنجليزية: Kelly Hardie)‏ هي لاعبة كرة لينة أسترالية، ولدت في 21 نوفمبر 1969 في برث في أستراليا.

## وصلات خارجية
- كيلي هاردي على موقع أوليمبيديا (الإنجليزية)
- كيلي هاردي على موقع اللجنة الأولمبية الأسترالية (الإنجليزية)